# Partenreederei
Partenreederei – specyficzny podmiot gospodarczy przewidziany w niemieckim prawie morskim, zdefiniowany w § 489 niemieckiego kodeksu handlowego w wersji obowiązującej do 2013 roku. Połączenie organizacji spółki cywilnej z wykorzystaniem zasad regulujących współwłasność. Zawiązywana wyłącznie w celu eksploatacji statku morskiego dla własnych potrzeb przewozowych, lecz nie stanowiła w myśl prawa firmy przewozowej. Utrata statku powodowała likwidację spółki.
W Polsce tego rodzaju spółka nie posiadała swojego odpowiednika.
Od 25 kwietnia 2013 tworzenie nowych spółek tego typu zgodnie z niemieckim prawem nie jest już możliwe.